# King's Field IV
King's Field IV, lançado na América do Norte como King's Field: The Ancient City, é um jogo eletrônico de RPG medieval em primeira pessoa, desenvolvido pela FromSoftware para o PlayStation 2, em 2001. É o quarto jogo da série King's Field (series). Foi publicado na América do Norte pela Agetec, em 2002, e na Europa pela Metro 3D, em 2003.

## Sinopse
Na terra de Heladin, algo está errado. Seu rei, apaixonado por um estranho ídolo que lhe foi presenteado, se encontra morrendo. O país foi envolto por uma estranha tristeza, uma certa escuridão que macula a alma do homem. Desde o momento em que o ídolo foi levado ao reino, a antes próspera nação caiu em um estado de corrupção e ruína. Temendo pela vida de seu rei e de seu lar, o espadachim Septiego encarregou um exército de seus melhores homens para devolver o ídolo, o qual era visto como a fonte de toda a tragédia. Infelizmente, não se viu, tampouco se ouviu falar no grupo novamente. O ídolo foi presumido perdido para sempre, porém o declínio da nação continuou.
Enquanto isso, no reino adjacente de Azalin, uma figura coberta aparece à porta do Príncipe Devian. De dentro de seu manto, o sombrio estranho produziu o objeto da corrupção de Heladin: O Ídolo do Pesar. O ídolo foi originalmente retirado das profundezas arruinadas da Terra Sagrada, agora conhecida como a Terra do Desastre, e presenteado ao desavisado rei de Heladin. Se o ídolo permanecesse no exterior da antiga cidade, Heladin, e possivelmente Azalin, estaria destinado a refletir a metrópole distorcida que cruzou as vastas cavernas da Terra do Desastre.
Com forte determinação, Devian embarcou em sua missão para retornar o ídolo amaldiçoado e restabelecer prosperidade e vitalidade ao seu reino vizinho. Sua aventura pela antiga cidade o levaria a várias descobertas há muito tempo perdidas após o colapso da terra Sagrada. Ele encontraria os últimos vestígios da tropa de Septiego, e eventualmente descobriria o destino de seu mestre. O Príncipe Devian aprenderia sobre os antigos e sábios Povos da Floresta, os Povos da Terra vizinhos, e sua guerra contra os aterrorizantes Povos Sombrios. Todos esses segredos e muito mais seriam revelados ao jovem Príncipe, mas possuiria ele a força necessária para abrigar verdades tão monstruosas?

## Nomes dos personagens na versão norte-americana
Antes do lançamento do jogo como King's Field: The Ancient City na América do Norte, houve um número de fãs da série utilizando o que agora é conhecido como um "Grupo" do Yahoo. Após discutir possíveis enredos, caracterizações, e aspectos da jogabilidade do futuro lançamento, eles foram notados por um membro do grupo, o qual também era um funcionário da ASCII Entertainment, responsável pela tradução e localização do jogo japonês para o mercado inglês e norte-americano. O grupo, conhecido no site como "The Verdite Inn", colaborou em um enredo dirigido pela comunidade, baseado no mundo dos dois primeiros lançamentos norte-americanos. Por respeito às opiniões, imaginações e ao apoio do grupo, os nomes verdadeiros, bem como os nomes de usuário do membros colaboradores foram utilizados como nomes de determinados NPCs.
Estes eram comumente associados com o papel que eles exerciam na comunidade de "The Verdite Inn". Como exemplo, o primeiro NPC comerciante do jogo, que intenta guiar e ajudar o Jogador é David Bunch, nome real do único administrador do grupo que tomou conhecimento da nomeação antes do lançamento do jogo. Ele manteve os planos de honrar o segredo do grupo até o dia do lançamento, quando um membro encontrou seu personagem dentro do jogo e lhe perguntou sobre isto no fórum. Seu diálogo reflete algumas de suas falas no site.
Vários outros personagens, incluindo Jamarc Neely, Duhrin Pathwarden, e Arx Angelos, são conhecidos por terem derivado de nomes de usuário utilizados no site, e possuem diálogo associados ou aparências similares a suas personas no grupo.
Lee Maynor pode ser encontrado ferido próximo a uma aranha gigante, desejando a morte, ou já falecido e possuído. Ele é o único NPC no jogo que pode ser morto sem rotular o Jogador como um assassino e limitar as interações de compras, devido ao seu eventual status de inimigo. Lee Maynor (seu nome real) comentou no site sobre o fato de sofrer de aracnofobia, portanto seu personagem sendo envenenado por um inimigo em formato de aranha vai de encontro à natureza de honrar as pessoas reais envolvidas com o grupo.
Outro NPC que utiliza um nome real é Ramirez Martin, quem foi o Webmaster do agora inexistente kings-field.com, o qual continuou a fim de manter o grupo conectado por um longo período após mudanças no site Yahoo tornarem o "The Verdite Inn" menos acessível. Ele também é um artista, e contribuiu com um número de imagens de seu trabalho relacionado ao grupo, o que proporcionou mais detalhes aos localizadores para que pudessem adequar as escolhas dos personagens do jogo baseados nos membros do grupo.

## Recepção
O jogo recebeu críticas mistas, de acordo com o site Agregador de críticas Metacritic. No Japão, a Famitsu deu ao jogo 30 pontos em um total de 40.